# Гильм-цу-Розенегг фон, Герман
Герман фон Гильм-цу-Розенегг (нем. Hermann von Gilm zu Rosenegg; 1 ноября 1812, Инсбрук, Австрийская империя — 31 мая 1864) — австрийский поэт-лирик, юрист.

## Биография
Швабского происхождения. Детство провёл в Форарльберге. Изучал право в Университете Инсбрука.
С 1840 года работал государственным служащим в Шваце, Брунико и Роверето. С 1846 г. — в судебной администрации в Вене. В 1854 году стал секретарём губернатора в Линце.

## Творчество
Сторонник либеральных взглядов в политике и религии, ярый противник иезуитов, которые, в свою очередь, стремились подорвать его позиции.
Поэт-лирик, влюблённый в природу Тироля, отличался свежестью и теплотой в словах и мыслях, изображал в стихах природные красоты и народную жизнь Тироля. Широко известна его песня Allerseelen, положенная на музыку Рихардом Штраусом. В ряде стихов выражал свои патриотические чувства.

## Избранные публикации
- Märzveilchen (1836)
- Sommerfrischlieder aus Natters (1839)
- Sophienlieder (1844)
- Tiroler Schützen-Leben. Festgabe zur Feier der fünfhundertjährigen Vereinigung Tirols mit dem österreichischen Herrscherhause. Wagner, Innsbruck 1863
- Gedichte. в 2 т. Gerold, Wien 1864-65.
- Nachtrag (1868)

При жизни изданы были его «Tiroler Schützenleben» (1863), а сборник его стихотворений, с биографией, появился после его смерти.

## Память
- В 1873 году власти города Инсбрука его именем назвали улицу Гильмштрассе, там же находится начальная школа Gilmschule.
- Бюст поэта установлен на фасаде Тирольского государственного музея в Инсбруке.
- В Бозене в честь Гильм-цу-Розенегга названа улица.
- В 1894 году в Вене его именем такжн была названа Гильмгассе.
- В Линце в 1898 году в его честь открыт бюст у дома, где он умер, а в 1914 году его именем была названа улица Гильмштрассе.